# Sunny Garcia
Vincent Sennen Garcia (Maile, 14 gennaio 1970) è un surfista statunitense.
È stato campione del mondo di surf nel 2000. 
Nel 2006 è stato condannato al carcere negli Stati Uniti per aver evaso le tasse sui guadagni derivanti dai premi messi in palio nei vari contest tra il 1996 e il 2001, per un totale di 417.000 dollari.